# Kraftwerk Holborn Viaduct
Das Kraftwerk Holborn Viaduct (auch Edison Electric Light Station) war 1882 das erste Kohlekraftwerk der Welt, das elektrischen Strom für die öffentliche Nutzung erzeugte. Es befand sich in der Straße Holborn Viaduct 57 in London, wurde von Thomas Edison gebaut und von der Edison Electric Light Company betrieben. Edison eröffnete im September 1882 in den Vereinigten Staaten ein zweites Kohlekraftwerk Pearl Street Station in New York City.

## Vorgeschichte
Bereits 1878 wurde ein erster Versuch unternommen, das Holborn Viaduct elektrisch zu beleuchten. Die Stadt London beauftragte die Société Générale d’Electricité, zehn Kohlebogenlampen entlang der 430 Meter langen Brücke zu installieren. Die Beleuchtung war jedoch schlecht durchdacht, unzuverlässig und erwies sich als mehr als siebenmal so teuer wie die vorherige Gasbeleuchtung. Das System wurde im Mai 1879, weniger als sechs Monate nach seiner Einweihung, eingestellt, und man verwendete wieder die Gasbeleuchtung.
Die beginnende Elektrotechnik war um 1880 starken Veränderungen unterworfen. Es gab Insellösungen, wobei kleine Generatoren den Strom direkt vor Ort z. B. für die Beleuchtung eines Theaters produzierten. Die Idee öffentlicher Kraftwerke zur Elektrizitätsversorgung, das heißt Anlagen, die neben öffentlichen auch private Verbraucher mit elektrischer Energie versorgen bzw. diesen den elektrischen Strom zum Kauf anbieten, war bereits geboren. Die erste Umsetzung erfolgte 1881 durch eine kleine, mit Wasserkraft betriebene Anlage in Godalming in Surrey (GB), die gemeinschaftlich öffentliche und private Lichtanlagen speiste. Diese Anlage stellte jedoch technisch gesehen keine bedeutende Neuerung gegenüber anderen, privat genutzten Generatoren dar.
Edison plante 1882 in New York sowie einer europäischen Hauptstadt je eine Versuchs- und Demonstrationsanlage, die für einen späteren, größeren Einsatz der Technik ausgelegt war. Sie sollte demonstrieren, dass die neue Technik der Glühlampe sowohl für die Straßenbeleuchtung als auch für den privaten Gebrauch eingesetzt werden kann. Die Stromversorgung zu den Verbrauchern sollte dabei unterirdisch erfolgen. Die englische Edison-Gesellschaft unter E. H. Johnson konnte sich mit den Behörden in London am 2. Januar 1882 als erste Gesellschaft bezüglich der Anlagengenehmigung und der Rechte zur Verlegung der Kabel einigen. Dieses war insbesondere dadurch möglich, dass große Teile des Kabels in Schächten innerhalb des Holborn Viaducts verlegt werden konnten, ohne die Straße aufgraben zu müssen, was zur damaligen Zeit ein Privileg der Gasgesellschaften war. Im Gegenzug zur Genehmigung verpflichtete sich der Betreiber, das Holborn Viaduct sowie die benachbarten Durchgangsstraßen mit den Lampen von Edison drei Monate unentgeltlich zu beleuchten.

## Technische Beschreibung

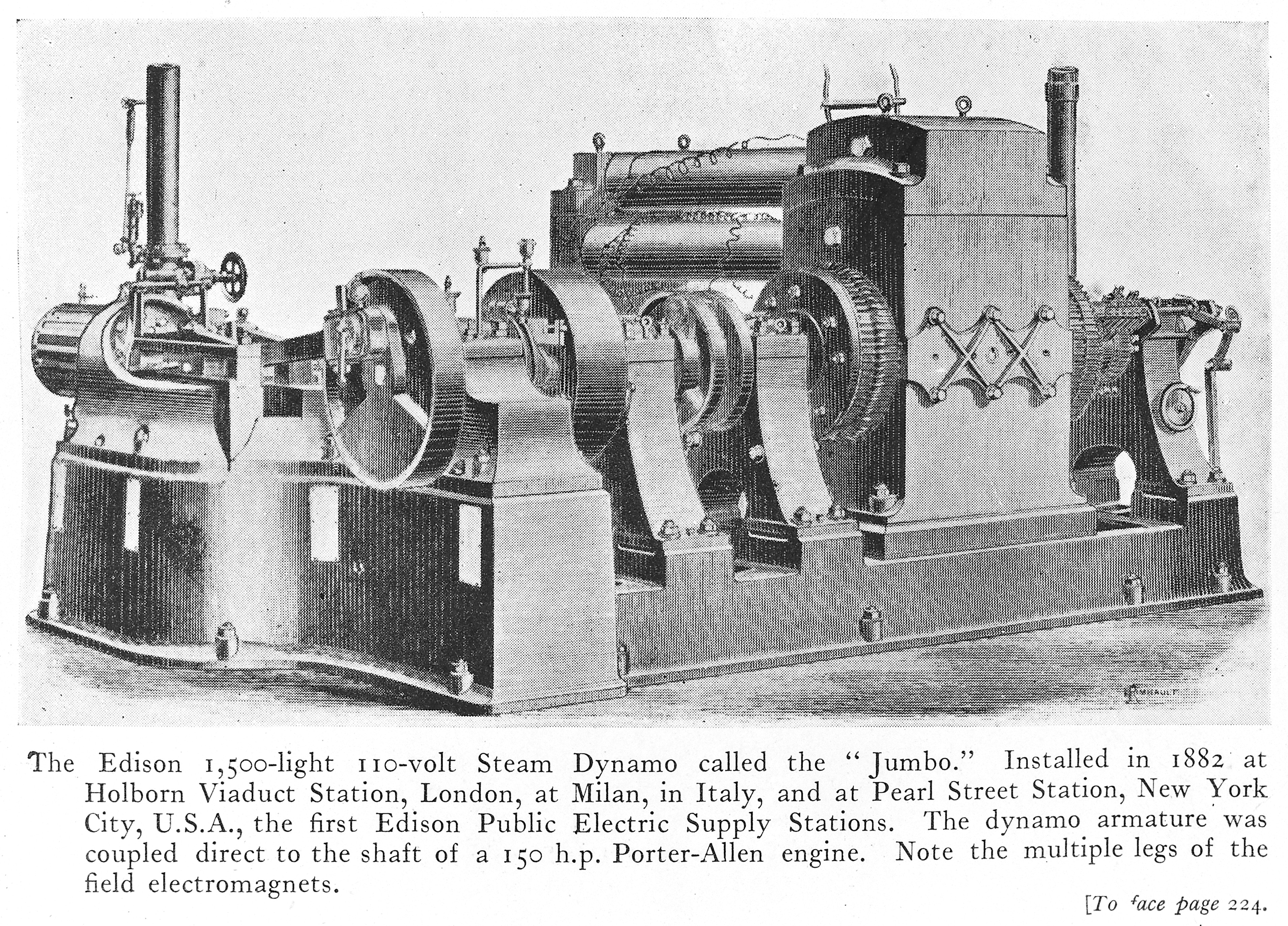
Edison Generator

Herzstück des Kraftwerks Holborn Viaduct waren zwei Dampfmaschinen, die je einen großen Generator antrieben. Der Dampf wurde in großen Wasserkesseln der Firma Babcock & Wilcox erzeugt und mit schnell laufenden Horizontal-Dampfmaschinen von Porter-Allen in mechanische Energie umgesetzt.
Zur Erzeugung des Stroms wurden von Edison entwickelte Generatoren vom Typ „Jumbo“ eingesetzt. Dieser Typ war bereits 1881 bei der Elektrizitätsausstellung in Paris erfolgreich der Öffentlichkeit vorgestellt worden. Der für die damalige Zeit gigantische Generator wog etwa 27 Tonnen. Sein Name Jumbo erhielt er vom sehr populären afrikanischen Elefanten „Jumbo“ im Londoner Zoo. Ein Generator erzeugte Gleichstrom mit einer Spannung von 110 Volt. Seine Leistung von 125 Pferdestärken (93 kW) reichte aus um etwa 1000 bzw. 1200 Glühlampen mit einer Leistung von 16 Kerzen zu betreiben.
Die beiden Kupferleiter wurden in Isoliermaterial fixiert und in Schmiedeeisenrohren geführt. Der Strom für Straßenlaternen und für private Verbraucher wurde ihnen durch isolierte Kabel über Verteilerkästen entnommen. Jeder Verbraucher hatte einen von Edison entworfenen elektrolytischen Zähler, wobei der Verbrauch durch die Gewichtszunahme einer Kupferkathode gemessen wurde.

## Stromversorgung
Das Kraftwerk stellte am 12. Januar 1882 das erste Mal mit nur einem Generator Strom her. In einem ersten Schritt wurden insgesamt 968 Lampen mit Strom versorgt. Dazu gehörten 145 Straßenlaternen vom Holborn Circus entlang des Viadukts und der Newgate Street bis hin zur Hauptpost sowie zahlreiche Innenbeleuchtungen in öffentlichen Gebäuden wie der Eisenbahnstation oder dem Hauptpostamt. 321 Lampen waren in Hotels, Geschäften, Restaurants und privaten Gebäuden installiert. Das Kirchengebäude City Temple war mit 161 Lampen die erste Kirche, die elektrisch beleuchtet wurde. 232 elektrische Lampen befanden sich im Kraftwerk selbst.
Die Station wurde am 11. April 1882 offiziell mit einer Besichtigung eröffnet. Am 24. April 1882 begann die vereinbarte dreimonatige Probezeit, in der die Beleuchtung kostenlos erfolgte. Danach wurden für die Beleuchtung die gleichen Preise wie für Gas berechnet. Die Zahl der Lampen stieg zwar mit der Versorgung des Telegrafenamts noch um etwa 400 Lampen an, erreichte aber nie die maximale Leistung von etwa 2200 Lampen, für die das Kraftwerk ausgelegt war. Im November 1884 meldete der Betreiber, dass das System mit einem schweren jährlichen Verlust arbeite, so dass das Kraftwerk im September 1886 geschlossen wurde. Die Beleuchtung des Holborn Viaduct wurde erneut auf Gasbeleuchtung umgestellt.